# George E. Pickett
George Edward Pickett var en karriereofficer i De Forenede Staters hær, som blev general i Sydstaternes hær under den amerikanske borgerkrig. Han huskes mest for sin deltagelse i det meningsløse og blodige angreb under Slaget ved Gettysburg, som bærer hans navn Pickett's angreb.

## Tidlige år
Pickett blev født i Richmond i Virginia, den ældste af Robert og Mary Picketts 8 børn, en fremtrædende familie i det gamle Virginia. Han var fætter til den fremtidige sydstatsgeneral Henry Heth. Han tog vest på til Springfield i Illinois for at læse jura, men da han var 17 blev han optaget på West Point. Det fortælles, at det var Abraham Lincoln, som sørgede for at han blev optaget, men det menes at være en skrøne, som hans enke bragte i omløb efter hans død. Lincoln kunne ikke selv udpege kandidater, om end han gav den unge mand gode råd efter at han var blevet optaget; Pickett blev derimod udpeget af John T. Stuart, som repræsenterede Illinois i Kongressen og var en ven af Pickett's onkel, og partner til Abraham Lincoln.
Pickett var en populær kadet på West Point, charmerende og smart, men samtidig klassens klovn, der demonstrerede sin modvilje mod intellektuelle sysler og hårdt arbejde ved at få sin eksamen som den sidste i klassen i 1846 (dette kaldtes for klassens ged). Som regel var en sådan placering en fribillet til en obscur post og en karriere, som ingen steder første hen, men ligesom George Armstrong Custer under borgerkrigen, var han så heldig, at få sin eksamen netop som en krig brød ud, og hæren havde pludselig behov for officerer. Han fik rang af midlertidig sekondløjtnant i det 8. infanteriregiment, og blev næsten med det samme kastet ud i den Mexicansk-amerikanske krig. Han fik national opmærksomhed, da han var den første, som klatrede over brystværnet i slaget ved Chapultepec, fik fat på et amerikansk flag fra sin sårede kollega, den senere sydstatsgeneral James Longstreet, og hejste det over fæstningen, mens han var under beskydning. Han fik en midlertidig forfremmelse til kaptajn oven på denne dåd. Efter krigen, mens han gjorde tjeneste i grænseområderne i Texas, blev han forfremmet til premierløjtnant i 1849 og til kaptajn i 1855.
I januar 1851 giftede Pickett sig med Sally Harrison Steward Minge, som langt ude var i familie med præsident Harrison. Hun døde i barselsseng i november samme år, umiddelbart efter et indianeroverfald på at Fort Gates i Texas.
Dernæst gjorde kaptajn Pickett tjeneste i Washington Territoriet. I 1856 var han udstationeret i det, der senere blev til byen Bellingham i Washington. Han byggede et hus der, og det står der stadig som det ældste hus i Bellingham. Pickett giftede sig med en indiansk kvinde, som fødte hans søn, James Tilton Pickett, og døde nogle få år senere. I 1859 besatte Pickett San Juan Island og blev på den måde involveret i en grænsestrid med Storbritannien, som har fået øgenavnet "Grisekrigen", fordi den brød ud som reaktion på, at en amerikansk farmer havde dræbt en gris, som tilhørte Hudson's Bay Company). Pickett havde kommandoen over en garnison på blot 68 mand, men holdt stand mod en britisk styrke på 3 krigsskibe og 1.000 mand. Hans tilstedeværelse og britiske ordrer, som gik på at undgå konfrontationer forhindrede at de gik i land. Han blev citeret for trodsigt at sige: "Vi vil lave et Bunker Hill ud af det." Igen var den unge officer i nationens søgelys. Præsident James Buchanan sendte generalløjtnant Winfield Scott af sted for at forhandle en løsning på plads mellem parterne.

## Borgerkrig

### Tidlige opgaver
Efter angrebet på Fort Sumter trådte Virginia ud af Unionen, og Pickett begyndte sin hjemrejse fra Oregon for at tjene sin stat, selv om han personligt afskyede slaveri. Han nåede tilbage efter det Første slag ved Bull Run og trådte ud af De Forenede Staters hær den 25. juni 1861. Han havde haft en post som major i Sydstatshærens artilleri siden den 16. marts. Indenfor en måned blev han udnævnt til oberst med kommando over tropperne langs Rappahannock floden i Fredericksburg området under generalmajor Theophilus H. Holmes. Holmes' indflydelse skaffede Pickett en stilling som brigadegeneral den 14. januar 1862.
Pickett var en farverig general. Han red på en glinsende sort stridshest "Old Black" iført en lille blå kasket. Han havde skindhandsker på over ærmerne på en pletfri skræddersyet uniform, som havde dobbeltradede guldknapper på frakken og skinnende guldsporer på hans blankpudsede støvler. Han holdt en elegant ridepisk i hånden, uanset om han var til hest eller ej. Hans moustage sank yndefuldt fra hans mundvige og bøjede opad ved enden. Hans hår var kendt i hele hæren: lange krøller flød løst ned over hans skuldre, trimmet og parfumeret."
Pickett's første kampopgave var under Peninsula kampagnen, hvor han førte en brigade som fik øgenavnet "Kamphanerne". (Denne brigade blev ledet af Richard B. Garnett under Pickett's angreb.) Brigaden klarede sig godt i slagene ved Williamsburg, Seven Pines og Gaines' Mill. Ved Gaines' Mill blev Pickett slået af hesten, da en kugle ramte ham i skulderen, men selv om han lavede stor opstandelse og påstod at han var dødeligt såret, undersøgte en stabsofficer såret, og red videre i det han sagde, at han var "fuldt ud i stand til at klare sig selv". Trods det var Pickett ukampdygtig i 3 måneder på sygeorlov, og hans arm forblev stiv i mindst et år.
Da han vendte tilbage til hæren i september 1862 fik han kommando over en division med to brigader i det korps, som blev kommanderet af hans gamle kollega fra Mexico generalmajor James Longstreet, og han blev forfremmet til generalmajor den 10. oktober. Hans division kom ikke for alvor i kamp før under Gettysburg kampagnen i sommeren 1863. I Slaget ved Fredericksburg i december, kom de dårligt nok i kamp, og havde ingen tab. Hele Longstreets korps var fraværende under Slaget ved Chancellorsville i maj 1863, hvor de var sendt af sted på Suffolk kampagnen.
Inden Gettysburg kampagnen blev Pickett forelsket i en teenager fra Virginia, LaSalle "Sallie" Corbell (1843–1931), og rejste frem og tilbage fra sin post i Suffolk for at være sammen med hende. Selv om Sally senere insisterende på, at hun havde mødt ham i 1852 (da hun var 9), giftede hun sig først med den 38 årige enkemand den 13. november 1863.

### Gettysburg og Pickett's Charge
Pickett's division ankom til Slaget ved Gettysburg om aftenen på slagets 2. dag, 2. juli 1863. De var blevet forsinket af at holde vagt over Sydstatshærens forsyningslinier gennem Chambersburg i Pennsylvania. Efter to dage med hårde kampe havde General Robert E. Lee's Army of Northern Virginia presset Unionens Army of the Potomac tilbage til højderne syd for Gettysburg, men kunne ikke fordrive dem. General Lee's plan for den 3. juli var at gennemføre et massivt angreb på midten af Unionens linjer på Cemetery Ridge. Han gav general Longstreet ordre om at samle en styrke på 3 divisioner til angrebet – 2 udmattede divisioner fra A.P. Hill's korps (under Brigadegeneral J. Johnston Pettigrew og generalmajor. Isaac R. Trimble) samt Pickett's friske division fra Longstreet's korps. Lee omtalte Pickett som leder af angrebet, selv om det strengt taget var Longstreet, som havde kommandoen, hvilket er en af grundene til, at det ikke er kendt under det mere korrekte navn "Pickett-Pettigrew-Trimble angrebet".
Efter to timers artilleribeskydning, som skulle blødgøre Unionens forsvarslinie, begyndte de 3 divisioner at bevæge sig fremad over en halvanden kilometer bred åben mark i retning af Cemetery Ridge. Pickett inspirerede sin mænd ved at råbe "Op folkens, og på jeres post! Husk på at I er fra Gamle Virginia." Pickett's division med brigaderne under brigadegeneralerne Lewis A. Armistead, Richard B. Garnett, og James L. Kemper, var på højre fløj i angrebet. De blev udsat for en voldsom kanonbeskydning i flankerne og derefter salver af geværild, da de nærmede sig målet. Armistead's brigade nåede længst frem gennem Unionens linje. Armistead blev dødeligt såret og faldt nær den vinkel i linjen, som nu betegnes "Konføderationens højvandsmærke". Ingen af de andre divisioner nåede tilnærmelsesvis så langt, og der blev ikke fulgt op på Armisteads succes.
Pickett's angreb var et blodbad. Mens Unionen havde tab på omkring 1.500 dræbre og sårede havde Sydstatshæren lidt tab på over 50%. Alle Picketts tre brigadechefer og samtlige 13 regimentschefer var enten døde eller sårede. Kemper var såret og Garnett og Armistead overlevede ikke. Trimble og Pettigrew var de højestrangerende tab. Den første mistede et ben og den anden var ramt i armen og døde under retræten til Virginia. Pickett selv blev kritiseret for at have overlevet slaget uden en skramme, men hans placering langt bag ved tropperne (formentlig på Codori farmen på Emmetsburg vejen) var fast procedure
for divisionsansvarlige på det tidspunkt.
Mens soldater i spredt orden kom tilbage til Sydstaternes linjer langs Seminary Ridge frygtede Lee, at Unionen ville gennemføre et modangreb, og han forsøgte at få samling på tropperne ved at sige til de tilbagevendende soldater, at det var "altsammen min skyld". Pickett var utrøstelig resten af dagen og tilgav aldrig Lee for at have beordret angrebet. Da Lee gav Pickett besked på at få samlet sin division til forsvar, skal Pickett angiveligt have svaret: "General Lee, jeg har ikke nogen division nu" Picketts officielle rapport om slaget er aldrig blevet fundet. Det hævdes, at general Lee afviste den på grund af dens negativitet, og forlangte at den skulle skrives om, men arkiverede aldrig en opdateret version.
Til sin dødsdag sørgede Pickett over tabet af sine mænd. Efter krigen traf han en enkelt gang general Lee ved et møde, som blev blev betegnet som "iskoldt". John Singleton Mosby lader til at være det eneste vidne, som understøtter denne kulde mellem Lee og Pickett. Andre var til stede og har udtalt, at der ikke var en sådan udveksling. Mosby fortalte af Pickett efterfølgende bittert sagde: "Den mand ødelagde min division".
 De fleste historikere finder dette møde ret usandsynligt, især da Pickett i en anden sammenhæng vides at have svaret på spørgsmålet om hvorfor Pickett's angreb mislykkedes: "Jeg har altid troet, at Yankee-erne havde noget at gøre med det."

### Five Forks
Efter Gettysburg var Pickett's karriere for nedadgående, selv om han aldrig fik kritik fra hverken Lee eller Longstreet. Han ledede Militærområdet Sydlige Virginia og North Carolina hen over vinteren og gjorde derefter tjeneste som divisionschef ved forsvaret af Richmond under det meste af Belejringen af Petersburg. Den 1. april 1865 var Pickett's nederlag i Slaget ved Five Forks det omdrejningspunkt, som trevlede hele den spinkle sydstatslinie op, og tvang Lee til at beordre evakuering af Richmond og trække sig tilbage i retning af Appomattox Courthouse. Det blev den endelige ydmygelse af Pickett, for han var netop ved at spise bagte vårsild med nogle andre officerer 3 km væk fra sine tropper, da angrebet blev sat ind, og da han nåede tilbage til slagmarken var det for sent. Efter slaget ved Saylor's Creek blev han frataget sin kommando. Han blev frigivet ved Appomattox Court House den 9. april 1865.
En historie, fortalt af Picketts enke, fortalte også, at da Unionshæren marcherede ind i Richmond modtog hun en uventet gæst. Han optrådte høfligt og spurgte om han var kommet til Picketts hus. Abraham Lincoln selv var kommet for at høre hvordan det var gået hans gamle bekendt fra før krigen, og Sallie indrømmede forundret, at hun var hans kone og holdt sit lille barn frem, så præsidenten kunne vugge det.

## Efter krigen
Trods sin løsladelse flygtede Pickett til Canada. Han vendte tilbage til Norfolk i Virginia i 1866 hvor han arbejdede som forsikringsagent.
Pickett havde svært ved et søge amnesti efter borgerkrigen. Det var et problem han delte med andre tidligere konfødererede officerer, som havde taget eksamen fra West Point og var trådt ud af hæren ved krigens begyndelse. Tidligere Unionsofficerer, herunder Ulysses S. Grant, gik ind for at Pickett skulle benådes, men det var først et år inden sin død, at George Pickett blev benådet ved en Kongresbeslutning (23. juni 1874).
Pickett døde i Norfolk og ligger begravet på Hollywood kirkegården i Richmond.

## I erindringen
Årtier efter Pickett's død blev hans enke Sallie en velkendt forfatter og taler om "hendes soldat", hvilket efterhånden førte til skabelsen af en idealiseret Pickett, som var en perfekt gentleman og soldat fra Sydstaterne.
Denne idealisering afstedkom en del kontroverser. TO bøger som hun udgav i sin mands navn, The Heart of a Soldier, As Revealed in the Intimate Letters of Gen'l George E. Pickett (udgivet i 1913) og Soldier of the South: General Pickett's War Letters to His Wife (1928), beskrives som utroværdige værker, som blev omdannet til fiktion af hans kone." (Sallie var også, under eget navn, forfatter til Pickett and His Men, udgivet i 1913.) Som et resultat af dette er General Pickette blevet en figur som til dels er skjult af mytologien omkring den tabte sag.
I dag ses Pickett som en slags tragisk helt, en farverig officer, som ønskede at lede sine tropper ind i et ærerigt slag, men som altid mistede muligheden indtil det katastrofale angreb ved Gettysburg.
Douglas Southall Freeman's arbjder (især Lee's Lieutenants), foruden Michael Shaara's roman The Killer Angels (1975) og Gettysburg filmen fra 1993, hvor Pickett spilles af Stephen Lang) har forbedret hans ry i den populariserede kultur.
Pickets grav er markeret med et udførligt monument i Hollywood Cemetery. Det blev bestilt i 1875 af Pickett Division Association, en gruppe veteraner fra hans division. Det var oprindelig planen at det skulle stå på slagmarken i Gettysburg – ved Højvandsmærket for Konføderationen, men blev i stedet placeret i Richmond, da krigsministeriet ikke ville give tilladelse til placeringen på slagmarken.
Der står også et monument over Picket i den amerikanske lejr på San Juan Island, Washington, rejst af Washington University Historical Society, den 21. oktober 1904.
Fort Pickett i Blackstone, Virginia er opkaldt efter ham. Oprindelig var det en lejr for det civile naturbevarelseskorps, men under 2. verdenskrig blev det en træningslejr for hæren og benyttes i dag af Nationalgarden i Virginia.

## Yderligere læsning
- Rearden, Carol, Pickett's Charge in History and Memory, University of North Carolina Press, 1997, ISBN 0-8078-2379-1.